# Józef Makowski

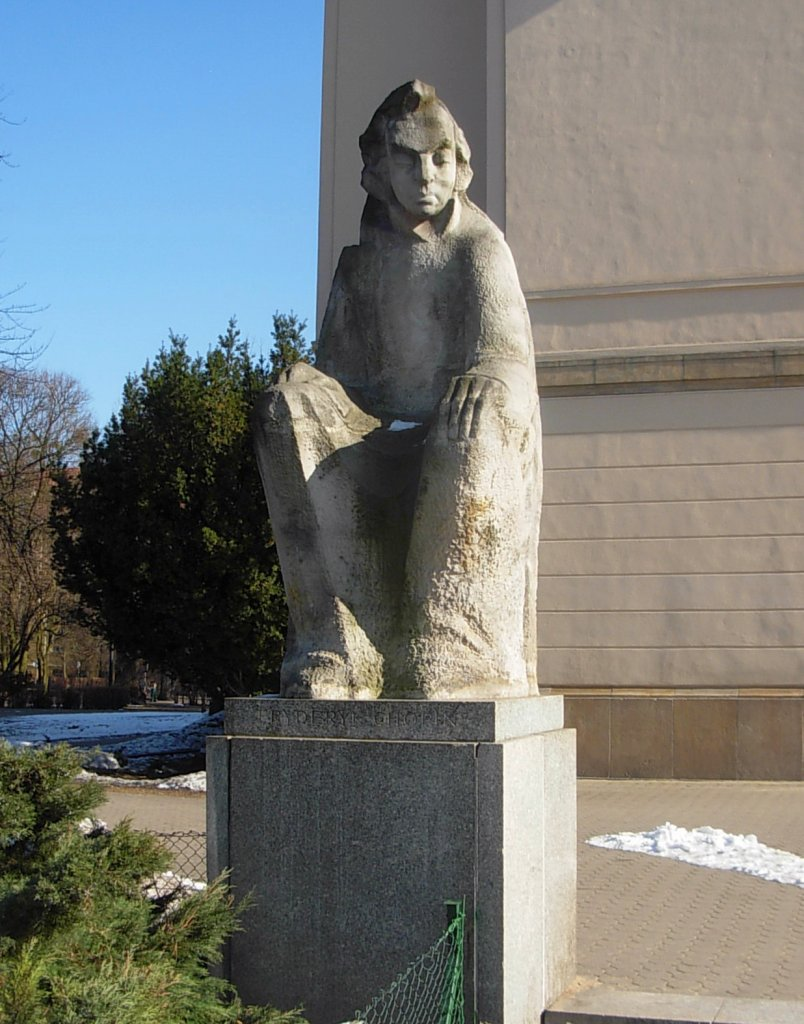
Pomnik Fryderyka Chopina przed Filharmonią Pomorską w Bydgoszczy

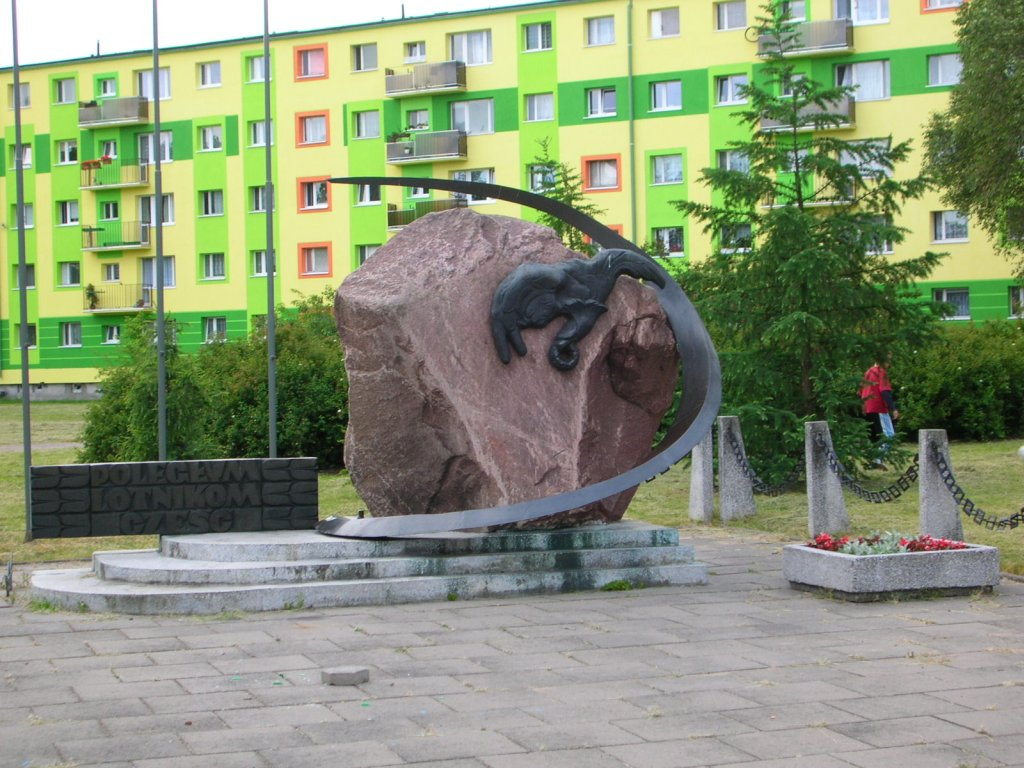
Pomnik Lotników

Józef Makowski (ur. 19 sierpnia 1914 w Toruniu, zm. 6 października 1997 w Bydgoszczy) – polski malarz i rzeźbiarz.
W latach 1936–1939 studiował na Akademii Sztuk Pięknych w Warszawie w pracowni rzeźby prof. Tadeusza Breyera. Zajmował się rzeźbą oraz rysunkiem (portrety). Uczestniczył w wystawach okręgowych, ogólnopolskich i za granicą (Florencja). Podczas II wojny światowej był podporucznikiem Armii Krajowej (pseud. Ziuk). Dostał się do oflagu, gdzie poznał Konstantego Ildefonsa Gałczyńskiego. Przyjaźń zaowocowała kilkoma portretami, które wykonał Gałczyńskiemu.
Dalszą swoją działalność artystyczną Józef Makowski związał przede wszystkim z Bydgoszczą, dla której wykonał np. pomnik w fordońskiej Dolinie Śmierci, rzeźby w okolicy pomnika głównego, cztery kamienne ryby, które do 2010 tryskały wodą z fontanny w parku Kazimierza Wielkiego, a od 2 czerwca 2022 zdobią bulwar nad Brdą na Wyspie Młyńskiej, oraz rzeźby kompozytorów – Fryderyka Chopina i Ignacego Paderewskiego przy Filharmonii Pomorskiej. Spod jego dłuta wyszły także: tzw. złamana róża, czyli rzeźba symbolizująca mord na bydgoskich gimnazjalistach w 1939, stojący na Błoniu pomnik Lotników Ziemi Bydgoskiej, obelisk ku czci pomordowanych mieszkańców dzielnicy Szwederowo podczas II wojny światowej, Pomnik Pomordowanym 51 polskim patriotom w Puszczy Bydgoskiej oraz monument ku czci poległych kolejarzy na placu przed dyrekcją kolei.
Jest autorem także rzeźbionej skarbonki, ustawionej na przełomie lat 80. i 90. u zbiegu ulicy Mostowej oraz Starego Rynku, do której bydgoszczanie wrzucali datki na odbudowę miejskich zabytków. Wykonał ogromną, misternie rzeźbioną klamkę u drzwi do Księgarni Współczesnej. Skarbonka oraz klamka to jedyne z prac Makowskiego, które nie zachowały się do dziś.
Ponadto Józef Makowski jest autorem projektu wnętrza Apteki pod Łabędziem przy ulicy Gdańskiej. Był także stałym rysownikiem i grafikiem „Gazety Pomorskiej” oraz autorem jednej z jej winiet. W Pomorskim Muzeum Wojskowym w Bydgoszczy prezentowane były wystawy jego prac: Galeria Powstańców Warszawskich oraz Powstańcy Warszawscy w Karykaturze.
Pomniki, grafiki i obrazy Józefa Makowskiego można znaleźć także w innych miejscowościach regionu, na przykład pomnik Powstańców Wielkopolskich w Łabiszynie, pomnik Bohaterom walk o polskość i wolność ziemi mogileńskiej w Mogilnie, monument ku czci żołnierzy polskich i radzieckich w Chełmży. Makowski był także autorem koncepcji wystrojów wnętrz placówek Herbapolu na terenie całej Polski.
Józef Makowski został pochowany na cmentarzu Św. Trójcy na bydgoskich Jarach. Jego pogrzebowi towarzyszyły salwy honorowe. Do końca swego życia mieszkał na bydgoskim Błoniu. Kilka lat wcześniej, w 1994, obchodził swój jubileusz 80-lecia, podczas którego został odznaczony Medalem Prezydenta Bydgoszczy. Benefis Makowskiego zorganizowano w bydgoskiej kawiarni artystycznej Węgliszek.
Był mężem aktorki Heleny Makowskiej-Fijewskiej.
24 marca 2010 bydgoscy radni, na mocy uchwały nr LXII/968/10, postanowili nazwać jedną z ulic imieniem Józefa Makowskiego. Biegnie ona między ulicą Lisią a Kanałem Bydgoskim (osiedle Prądy).